# Латиноамериканская башня
Латиноамериканская башня (исп. Torre Latinoamericana) — небоскрёб в Мехико, расположен в историческом центре города, на углу улицы Франсиско Мадеро и Центральной оси Ласаро Карденаса, в непосредственной близости от Дворца изящных искусств.

## История
В 1946 году страховая компания получила разрешение от Министерства финансов на строительство самого высокого небоскреба в Латинской Америке на углу улиц Франсиско Мадеро и Сан-Хуан-де-Латеране (позже переименована в Центральную ось Ласаро Карденаса) с 44 этажами. Небоскрёб был спроектирован мексиканским архитектором Аугусто Альваресом. В 1956—1960 годах это было самое высокое здание Латинской Америки, и самое высокое здание Мексики в 1956—1972 годах.
Это уже давно не самый высокий небоскреб в Мехико, но один из самых престижных, поскольку он стал первым в мире, построенным в сейсмической зоне, и из-за его истории самого высокого небоскрёба Америки за пределами США, что делает его одной из самых важных достопримечательностей города. Небоскрёб выдержал землетрясение магнитудой 7,9 баллов в 1957 году и 8,1 балла в 1985 году без каких-либо повреждений.

## Использование
Большинство помещений здания занято офисами различных коммерческих организаций.
На 36-м этаже располагается Музей двухсотлетия, в котором освещены различные аспекты истории Мексики, начиная с момента колонизации испанцами. На 37-м этаже находятся кафе и сувенирный магазин. 38-й этаж занимает постоянная экспозиция La Ciudad y la Torre a través de los siglos, повествующая об истории здания. 41-й этаж занят рестораном и баром. На 42-м и 43-м этажах размещаются временные выставки. На 44-м (последнем) этаже смотровая площадка. С антенны Латиноамериканской башни осуществляется ретрансляция передач Radio Fórmula на частотах 103.3 и 104.1 FM.

## Примечания

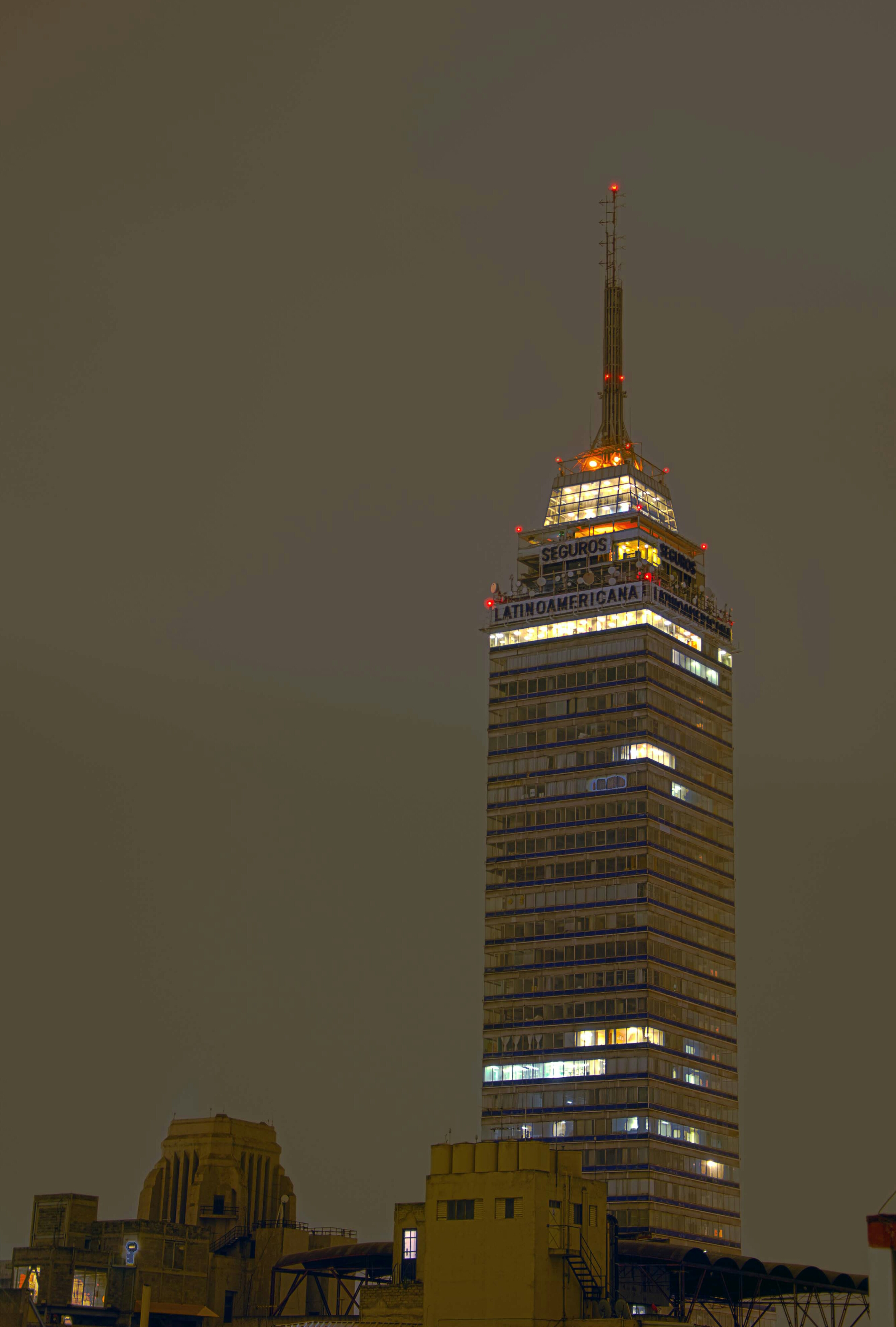
Латиноамериканская башня ночью, 2014 год